# Vagn Nielsen
Vagn Harris Nielsen (født 28. november 1943 i Odense) er en tidligere dansk håndboldspiller som deltog under Sommer-OL 1972.
Han spillede håndbold for klubben Bolbro GF. I 1972 var han med på Danmarks håndboldlandshold som endte på en trettendeplads under Sommer-OL 1972. Han spillede i tre kampe.